# Rytigynia adenodonta
Rytigynia adenodonta är en måreväxtart som först beskrevs av Karl Moritz Schumann, och fick sitt nu gällande namn av Robyns. Rytigynia adenodonta ingår i släktet Rytigynia och familjen måreväxter.

## Underarter
Arten delas in i följande underarter:
- R. a. adenodonta
- R. a. reticulata